# چیکیتانو
قوم چیکیتانو یا چیکیتوس، از اقوام اصیل بومی بولیوی هستند که تعداد اندکی از آنان در برزیل نیز زندگی می‌کنند. بیشتر اعضای این قوم در ساوانای گرمسیری چیگیتانیا در شهرستان سانتا کروز، بولیوی ساکن‌اند و جمعیت کمی نیز در استان بنی و در ماتسو گروسو، برزیل زندگی می‌کنند.
بر اساس سرشماری سال ۲۰۱۲، چیکیتانوهای خودشناخته تشکیل دهنده ۱٫۴۵٪ از کل جمعیت بولیوی یا ۱۴۵٬۶۵۳ نفر بودند که این تعداد، بیشترین تعداد در بین گروه‌های قومی مناطق پست بولیوی است.
نسبتاً تعداد کمی از چیکیتانوهای بولیوی به زبان چیکیتانو صحبت می‌کنند. بسیاری از آنها در سرشماری گزارش دادند که نه به این زبان صحبت می‌کنند و نه آن را در کودکی یادگرفته‌اند. قومیت چیکیتانو در میان جمعیت‌های اجتماعی و زبانی متنوعی که توسط مأموریت‌های یسوعی‌های چیکیتوس ملزم به صحبت به یک زبان مشترک بودند، پدید آمد.